# کروشویتسا (لازارواتس)
کروشویتسا (به صربی: Kruševica) یک منطقهٔ مسکونی در صربستان است که در لازارواتس واقع شده‌است.